# Karl Kummer
Karl Kummer (* 1. Jänner 1904 in Wien, Österreich-Ungarn; † 15. August 1967 in Warschau) war ein österreichischer katholischer Politiker, Arbeitsrechtler, und Sozialreformer.

## Leben und Werk
Karl Kummer wurde als Sohn von Carl Maria Franz Kummer und Marie, geb. Jelinek, geboren. Er studierte Rechtswissenschaft und wurde arbeitsrechtlicher Referent der Arbeiterkammer Wien, was er – außer während der nationalsozialistischen Zeit – bis zu seinem Tode blieb. Angeregt durch Karl von Vogelsang und den Berliner Künstler- und Studentenseelsorger Carl Sonnenschein begann er schon in seiner Studentenzeit, Hilfsaktionen für bedürftige Arbeiter und Studenten zu organisieren, womit Kummer die karitative Tätigkeit der Vinzenzvereine stärkte und die Initiative für eine Reihe von Studentenheimen (z. B. Akademikerhilfe) schuf. Bereits auf diese Zeit ging seine Bekanntschaft mit Karl Lugmayer zurück, mit dem er später in der Sozialpolitik kooperierte.
Gleich zu Beginn der NS-Zeit wurde Kummer des Amtes enthoben und inhaftiert, dann aber wieder freigelassen. Während dieser Zeit arbeitete er als arbeitsrechtlicher Referent bei der Firma AEG-Union Wien. Im Jahr 1940 heiratete er die Wienerin Elisabeth, geb. Hannauer (3. Oktober 1916 – April 2007). 1942 schloss er sich der Widerstandsgruppe um Lois Weinberger an, der auch Grete Rehor, Karl Lugmayer, Felix Hurdes und Josef Krainer angehörten und die mit der Gruppe von Heinrich Maier, Franz Josef Messner und Walter Caldonazzi (alle drei hingerichtet) in Verbindung stand. Nach dem Krieg war er mit Weinberger u. a. an der Gründung des ÖAAB (Österreichischer Arbeiter- und Angestelltenbund) beteiligt, wurde dessen erster Generalsekretär und hatte wesentlichen Anteil an der Verfassung von dessen Programm.
Bekannt wurde Kummer vor allem durch die gemeinsam mit August Maria Knoll betriebene Gründung des Instituts für Sozialpolitik und Sozialreform, eines Forschungs-, Diskussions- und Planungsinstituts für politische Reformpläne auf wissenschaftlicher Basis und für Führungskräfte, welches später nach ihm Dr.-Karl-Kummer-Institut benannt wurde.
Kummer forderte im Sinne der personalistischen Philosophie von Karl Lugmayer dazu auf, das Arbeitsrecht dahingehend zu reformieren, dass der Arbeiter nicht mehr Verkäufer seiner Arbeitskraft – weil er ja damit einen Teil von sich selbst verkauft –, sondern gleichwertiger Partner des Arbeitgebers werden soll und seine Position in diesem Sinn verbessert werden soll. Damit schuf er die theoretische Grundlage zur Idee der Sozialpartnerschaft. Aber er bahnte diese auch in praktischer Hinsicht an: Da der Abgeordnete zum Nationalrat Karl Kummer einerseits arbeitsrechtlicher Referent der Arbeiterkammer und Gewerkschafter war (und hier Gesetzesvorschläge ausarbeitete) und andererseits als Generalsekretär des ÖAAB, einer Teilorganisation der ÖVP, auch mit der Wirtschaftsseite eng zusammenarbeitete, gelang es ihm, den Grundstein für die – für Österreich typisch geltende – Sozialpartnerschaft zu legen. Die von ihm initiierten Sozialgesetze des Kündigungsschutzes etc. wurden inzwischen allerdings wieder aufgeweicht und werden häufig umgangen. Er wurde am Hietzinger Friedhof bestattet.
Im Jahr 1994 wurde in Wien-Floridsdorf (21. Bezirk) die Kummergasse nach ihm benannt.
Kummer war Mitglied der ÖCV-Verbindung K.O.St.V. Aargau.

## Schriften
- Der Weg zur Sozialreform in der Zukunft (= Politische Zeitprobleme. 13). Österreichischer Verlag, Wien 1946.
- Der dritte Weg. Grundsätze und praktische Vorschläge für eine Sozialreform. Typographische Anstalt, Wien 1949.
- Lehrbuch des Österreichischen Arbeitsrechtes. Verlag des Österreichischen Gewerkschaftsbundes, Wien 1961.
- Gesellschaft und Politik. Neue Folge, 1–*, 1965–*, ISSN 0016-9099.